# Черноглазовка (Омская область)
Черногла́зовка — деревня в Таврическом районе Омской области. Входит в состав Новоуральского сельского поселения.

## История
Основана в 1909 году. В 1928 году состояла из 27 хозяйств, основное население — украинцы. В административном отношении нходилась в составе Тихорецкого сельсовета Уральского района Омского округа Сибирского края.

## Население
| 1926 | 2010 |
| ---- | ---- |
| 126  | ↗312 |

## Улицы
| - ул. Лесная, - ул. Молодёжная, | - ул. Степная, - ул. Центральная. |